# Midvaal Raceway
Der Midvaal Raceway (vormals: Rack-Rite Raceway) ist eine permanente Motorsportrennstrecke für nationale Auto- und Motorradrennen in der Gemeinde Midvaal im Distrikt Sedibeng in Südafrika. Sie liegt 8 Kilometer südöstlich von Meyerton und etwa 40 Kilometer südlich von Johannesburg.

## Geschichte
Seit 2009 gehört die Strecke dem ehemaligen, südafrikanischen Formel Ford-Piloten und -Organisator Nino Venturi.

## Streckenbeschreibung
Die 2,4 km lange und 10 m breite Rundstrecke hat 9 Kurven und kann sowohl im als auch gegen den Uhrzeigersinn befahren werden. Auf der längsten Gerade können auch Drag-Racing Events abgehalten werden.
Die Anlage umfasst ferner noch eine 1,6 km lange Motocross-Strecke, einen 4,2 km langen Flat dirt track und eine asphaltierte Drift-Übungsfläche.
Die Strecke wird vornehmlich für Clubrennevents, Trackdays und Trainingstage benutzt.